# Херцогство на свети Сава
Херцогството на свети Сава (на сръбски: Војводство Светог Саве) е феодално владение на Балканския полуостров през XV век.
През 1435 година Стефан Косача се обявява за самостоятелен владетел с титул войвода, а владението му е Войводство на свети Сава (на сръбски: војводство Светог Саве; на латински: Ducatus Sancti Sabae),, а с времето титлата му започва да бъде наричана херцог, ставайки основа на името на историческата област Херцеговина.
Стефан Косача и неговите наследници са последователно васали на Османската империя и Арагон, като контролират южните части на днешна Босна и Херцеговина и съседни области на съвременните Хърватия, Черна гора и Сърбия. Владението е присъединено от османците през 1483 година и става основа на Херцеговинския санджак.